# Ілжецький повіт
Ілжецький повіт – адміністративна одиниця Польщі у складі Келецького воєводства, що існувала до 1973 року.
Ілжецький повіт займав територію сучасних Стараховицького, Скаржиського (Свентокшиське воєводство), Радомського, Зволенського й Ліпського (Мазовецьке воєводство) повітів.
Спочатку адміністративним центром повіту була Ілжа. У 1915 році центр перенесли до міста Вежбник. Після об'єднання у 1939 році Вежбника із заводським селищем Стараховіце та селом Стараховіце повітовим центром стало нове місто Стараховіце-Вежбник. У 1949 році назву міста змінено на Стараховіце.
Після Другої світової війни повіт включав в себе сьогоднішні міста Ілжа й Вонхоцьк (тоді село) та гміни: Бороди, Павлів, Жечнюв й Міжець (включаючи також місто Скаржисько-Косьцельне). Місто Стараховиіце, що було центром повіту, не входило до його складу, але було власним міським повітом (анклав на території повіту). Ілжецький повіт входив до складу Келецького воєводства.
9 грудня 1973 назву було змінено з Ілжецького повіту на Староховіцький повіт, що проіснував до 31 травня 1975 року.
За адміністративної реформи 1975 року, територія повіту  була розділені на нові (менші) частини у келецькому, й радомському воєводство. Ілжецький повіт не відновлено у 1999 році, але було створено Страховицький повіт у інших межах. Місто Ілжа увійшло до складу Радомського воєводства.

## Дивись також
- адміністративний поділ Польщі 1957-1975